# Muqtada al-Sadr
Muqtada al-Sadr (født 12. august 1973) er en religiøs shialeder og leder af Mahdi-militsen i Irak. Han er søn af Storayatollah Mohammad Mohammad Sadeq al-Sadr og svigersøn til Storayatollah Mohammad Baqir As-Sadr.